# Konrad Katarzyński
Konrad Katarzyński (ur. 16 lipca 1980) – polski lekkoatleta, specjalizujący się w trójskoku i skoku w dal.
Trzykrotny medalista mistrzostw Polski w trójskoku (Bielsko-Biała 2003, Biała Podlaska 2005 i Bydgoszcz 2006) oraz trzykrotny medalista w hali (Spała 2002, Spała 2005 i Spała 2006). W 2007 roku wyjechał do pracy w Anglii, gdzie także trenował i uczestniczył w mityngach.